# Eugoides ulrichi
Eugoides ulrichi là một loài bọ cánh cứng trong họ Cerambycidae.